# Оккьеппо-Инфериоре
Оккьеппо-инфериоре (итал. Occhieppo Inferiore) — коммуна в Италии, располагается в регионе Пьемонт, в провинции Бьелла.
Население составляет 3946 человек (2008 г.), плотность населения составляет 987 чел./км². Занимает площадь 4 км². Почтовый индекс — 13897. Телефонный код — 015.
Покровителем коммуны почитается святой Антоний Апамейский, празднование 2 сентября.

## Демография
Динамика населения:

## Администрация коммуны
- Официальный сайт: http://www.comune.occhieppo-inferiore.bi.it Архивная копия от 4 августа 2006 на Wayback Machine